# John Steffensen
John Steffensen (* 30. August 1982 in Perth) ist ein australischer Sprinter, der sich auf den 400-Meter-Lauf spezialisiert hat.

## Karriere
Er begann seine sportliche Laufbahn ursprünglich als Weitspringer, wechselte aber 2002 in den Sprintbereich. Er konnte sich für die australische 4-mal-400-Meter-Staffel qualifizieren, die an den Leichtathletik-Weltmeisterschaften 2003 in Paris teilnahm, das Finale jedoch verpasste.
Bei den Olympischen Spielen 2004 in Athen lief er wieder in der Staffel. Als Startläufer im Finale gewann er gemeinsam mit Mark Ormrod, Patrick Dwyer und Clinton Hill in 3:00,60 min überraschend die Silbermedaille hinter der US-amerikanischen Staffel.
Bei den Leichtathletik-Weltmeisterschaften 2005 in Helsinki belegte er im 400-Meter-Lauf den achten Platz in 45,46 s. 2006 wurde er über 400 m zunächst Australischer Landesmeister. Bei den Commonwealth Games in Melbourne gewann er über dieselbe Distanz in persönlicher Bestzeit von 44,73 s die Goldmedaille und war auch mit der Staffel siegreich.
Bei den Leichtathletik-Weltmeisterschaften 2007 in Osaka schied er trotz einer Zeit von 44,95 s in der Halbfinalrunde des 400-Meter-Laufs aus. Bei den Olympischen Spielen 2008 in Peking belegte er mit der australischen 4-mal-400-Meter-Staffel den sechsten Platz in 3:00,02 min.
2009 gewann er bei den Leichtathletik-Weltmeisterschaften in Berlin eine Bronzemedaille in der 4-mal-400-Meter-Staffel. Als Startläufer erreichte er gemeinsam Ben Offereins, Tristan Thomas und Sean Wroe eine Zeit von 3:00,90 min. Steffensen trat in Berlin auch im 400-Meter-Lauf an, schied jedoch im Halbfinale aus.
In der Saison 2010 musste Steffensen zunächst verletzungsbedingt pausieren und forderte vom australischen Leichtathletik-Verband eine Startplatzgarantie für die Commonwealth Games in Delhi im Herbst. Diese wurde ihm verweigert. Steffensen sorgte daraufhin für einen Eklat, als er den Verband in der Öffentlichkeit scharf kritisierte und die Teilnahme boykottierte, nachdem er sich doch noch regulär qualifiziert hatte. Wegen seiner als beleidigend eingestuften Aussagen sperrte der Verband ihn im Dezember rückwirkend zum 17. November 2010 für drei Monate.
John Steffensen hat bei einer Körpergröße von 1,80 m ein Wettkampfgewicht von 71 kg. Er startet für den Bankstown Sports Club und wird von Bobby Kersee trainiert.

## Bestleistungen
- 200 m: 20,79 s, 2. März 2007, Melbourne
- 400 m: 44,73 s, 22. März 2006, Melbourne
- Weitsprung: 7,18 m, 2. Februar 2002, Perth